# Esquema Ponzi

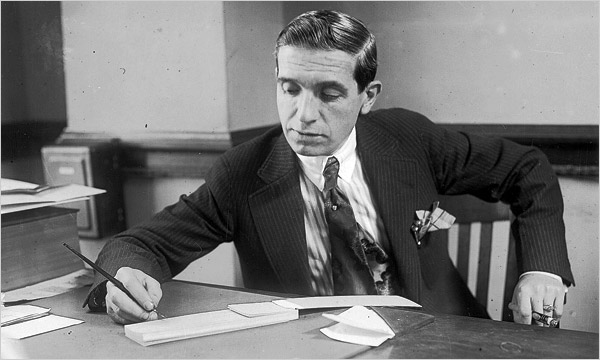
Foto de 1920 de Carlo Ponzi.

Un esquema Ponzi es una forma de estafa piramidal que atrae a los inversores y paga utilidades a los inversores anteriores con fondos de inversores más recientes. El esquema lleva a las víctimas a creer que las ganancias provienen de actividades comerciales legítimas (por ejemplo, ventas de productos y/o inversiones exitosas) y desconocen que otros inversores son la fuente de los fondos. Un esquema Ponzi puede mantener la ilusión de un negocio sustentable siempre que los nuevos inversores contribuyan con nuevos fondos y siempre que la mayoría de los inversores no exijan el reembolso total y sigan creyendo en los activos inexistentes que supuestamente poseen.

## Primeros incidentes
Algunos de los primeros incidentes registrados que cumplieron con la definición moderna de esquema Ponzi fueron llevados a cabo entre 1869 y 1872 por Adele Spitzeder en Alemania, por Sarah Howe en los Estados Unidos en la década de 1880 a través del Ladies Deposit y por Baldomera Larra Wetoret en 1875 en España con la «Caja de Imposiciones». Howe ofreció a una clientela exclusivamente femenina una tasa de interés mensual del 8 % y luego robó el dinero que las mujeres habían invertido. Finalmente fue descubierta y cumplió tres años de prisión. El esquema Ponzi también se describió previamente en novelas. Las obras de Charles Dickens Martin Chuzzlewit (1884) y Little Dorrit (1857) ya presentaban el esquema.
En la década de 1920 Carlo Ponzi llevó a cabo este plan y se hizo conocido en todo Estados Unidos debido a la enorme cantidad de dinero que recibió. Su esquema original se basaba en el arbitraje legítimo de cupones de respuesta internacionales para sellos postales, pero pronto comenzó a desviar el dinero de nuevos inversores para realizar pagos a inversores anteriores y a sí mismo. A diferencia de casos similares anteriores, el de Ponzi obtuvo una considerable cobertura de prensa dentro y fuera de los Estados Unidos, tanto mientras se perpetraba como después de su colapso. Esta notoriedad causó que este esquema finalmente llevara su nombre.

## Características

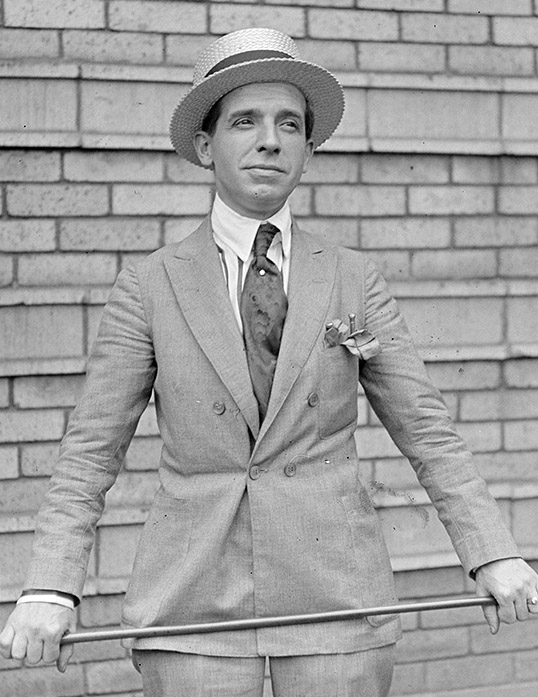
Carlo Ponzi

Por lo general, los esquemas Ponzi requieren una inversión inicial y prometen rendimientos superiores al promedio. Usan disfraces verbales vagos como «contratos de futuros», «programas de inversión de alto rendimiento» o «inversión offshore» para describir su estrategia de ingresos. Es común que el operador se aproveche de la falta de conocimiento o competencia de los inversores, o en ocasiones afirme que utiliza una estrategia de inversión secreta y patentada para evitar dar información sobre el esquema.
La premisa básica de un esquema Ponzi es «robar a Pedro para pagarle a Pablo». Inicialmente el operador paga altos rendimientos para atraer inversores y atraer a los inversores actuales a invertir más dinero. Cuando otros inversores comienzan a participar, comienza un efecto de cascada. El intrigante paga un «retorno» a los inversores iniciales de las inversiones de los nuevos participantes, en lugar de las ganancias genuinas.
A menudo los altos rendimientos animan a los inversores a dejar su dinero en el esquema, de modo que el operador no tenga que pagar mucho a los inversores. El operador simplemente envía declaraciones mostrando cuánto han ganado, lo que mantiene el engaño de que el esquema es una inversión con altos rendimientos. Los inversores dentro de un esquema Ponzi pueden incluso enfrentar dificultades al intentar sacar su dinero de la inversión.
Los operadores también intentan minimizar los retiros ofreciendo nuevos planes a los inversores en los que no se puede retirar dinero durante un cierto período de tiempo a cambio de mayores rendimientos. El operador ve nuevos flujos de efectivo ya que los inversores no pueden transferir dinero. Si algunos inversores desean retirar su dinero de acuerdo con los términos permitidos, sus solicitudes generalmente se procesan rápidamente, lo que da la ilusión a todos los demás inversores de que el fondo es solvente y financieramente sólido.
Los esquemas Ponzi a veces comienzan como vehículos de inversión legítimos, como los fondos de cobertura que pueden degenerar fácilmente en un esquema tipo Ponzi si pierden dinero inesperadamente o no obtienen legítimamente los retornos esperados. Los operadores fabrican declaraciones falsas o producen informes de auditoría fraudulentos en lugar de admitir que no cumplen con las expectativas, y la operación se considera un esquema Ponzi.
Una amplia variedad de vehículos y estrategias de inversión, generalmente legítimos, se han convertido en la base de los esquemas Ponzi. Por ejemplo, Allen Stanford utilizó certificados de depósito bancarios para defraudar a decenas de miles de personas. Los certificados de depósito suelen ser instrumentos asegurados y de bajo riesgo, pero los certificados de depósito de Stanford eran fraudulentos.

## Historia
Aunque varios sistemas similares ya existieron anteriormente, el nombre de este plan procede del estafador italiano Carlo Ponzi y de la estafa que realizó en los años 1920, que alcanzó mayor repercusión que otras estafas parecidas del pasado.
Carlo Ponzi era un emigrante italiano que llegó a Estados Unidos alrededor de la década de 1920. De muy bajos recursos como la mayor parte de inmigrantes que llegaban al país, al poco tiempo «descubrió», gracias a un correo que recibió de Italia, que los cupones de respuesta internacional de correos se podían vender en Estados Unidos más caros que en el extranjero, por lo que el tipo de cambio terminaría por producir ganancias. Así que se esparció el rumor, muchos decidieron no quedarse fuera del negocio y apoyaron a Ponzi con capital.
Pero aunque Ponzi estuviera recogiendo abrumadoras sumas de dinero y la gente hiciera colas para confiarle sus ahorros, en realidad Carlo Ponzi no estaba comprando los cupones; estaba pagando beneficios de hasta el 100 % en tres meses utilizando el capital de los sucesivos nuevos inversionistas.
Ponzi convenció a amigos y a sus asociados de que apoyaran su sistema en un principio, ofreciendo un retorno del 50 % en una inversión en 45 días. Algunas personas invirtieron y luego obtuvieron lo prometido en el plazo que se había acordado. La noticia se empezó a esparcir y el promedio de inversiones comenzó a crecer. Ponzi contrató agentes y pagó generosas comisiones por cada dólar que pudieran traer. En febrero de 1920 Ponzi obtuvo unos 5000 dólares, equivalentes a 65 000 dólares actuales (2020).
En marzo ya tenía unos 30 000 dólares. La histeria masiva se estaba construyendo y Ponzi comenzó a expandirse a Nueva Inglaterra y Nueva Jersey. En su tiempo los que invertían obtenían grandes beneficios y estos inversores pasaban la palabra y motivaban a otros a invertir. 
Ya para mayo de 1920 había logrado recaudar unos 420 000 dólares. Ponzi comenzó a depositar su dinero en el Hanover Trust Bank of Boston (un pequeño banco italo-estadounidense en la calle de Hanover y al norte de la calle Italiana), en espera de que a lo largo del tiempo se pudiera convertir en el presidente del banco o pudiera imponer sus decisiones sobre este; en realidad logró controlar el banco al comprar sus acciones.
En julio de 1920 ya tenía millones. Muchas personas vendían o hipotecaban sus casas con la esperanza de lograr altos intereses. El día 26 de julio gran parte del plan comenzó a hundirse después de que el Boston Post cuestionara las prácticas de la empresa de Ponzi. Finalmente la empresa fue intervenida por el Estado, que detuvo todas las nuevas captaciones de dinero. Muchos de los inversores reclamaron enfurecidos su dinero, momento en el cual Ponzi devolvió su capital a aquellos que lo solicitaron, lo que causó un aumento considerable en el apoyo popular hacia él: muchos le proponían que se adentrara a la política. El emporio y los sueños de Ponzi crecieron aún más porque hasta planeaba manejar un nuevo tipo de banco, en el cual las ganancias se repartieran por igual entre los accionistas y aquellos que ingresaran dinero en el banco. También planeó reabrir su empresa bajo un nuevo nombre, «Charles Ponzi Company», cuyo principal objetivo era invertir en empresas por todo el mundo.
Gracias a este esquema, Ponzi comenzó a vivir una vida llena de lujos: compró una mansión con aire acondicionado y un calentador para su piscina, y además trajo a su madre de Italia en primera clase. Muy pronto este inmigrante de bajos recursos obtuvo no solo una gran cantidad de dinero sino que se colmó de los lujos más extravagantes para su esposa y para sí mismo.
En agosto de 1920 los bancos y medios de comunicación declararon a Ponzi en bancarrota. Él mismo confesó más tarde que en 1908 había sido partícipe de una estafa muy similar en Canadá, que ofrecía a los inversores grandes beneficios.
El gobierno federal de los Estados Unidos intervino finalmente a Ponzi y, descubierta su estafa, fue enviado a la cárcel pero tuvo que ser liberado ya que pagó su fianza en dos prisiones distintas y decidió continuar con su sistema, convencido de que lo podía sostener. Muy pronto el sistema cayó y los inversores perdieron su dinero. La mayor parte de las personas no obtuvieron beneficios, muchos de los cuales invirtieron su dinero en la estafa. Ponzi, aunque fue enviado de vuelta a Italia y a pesar de que se descubrió su estafa, fue aclamado por muchos como un benefactor.

## Señales de alerta
Según la Comisión de Bolsa y Valores de Estados Unidos, muchos esquemas Ponzi comparten características similares que deberían ser «señales de alerta» para los inversores. Las señales de alerta son:
- Altos retornos de inversión con poco o ningún riesgo. Toda inversión conlleva cierto grado de riesgo y las inversiones que producen mayores rendimientos suelen implicar más riesgo. Cualquier oportunidad de inversión «garantizada» debe ser considerada sospechosa.

- Rendimientos demasiado consistentes. Los valores de inversión tienden a subir y bajar con el tiempo, especialmente aquellos que ofrecen retornos potencialmente altos. Una inversión que continúa generando rendimientos positivos regulares independientemente de las condiciones generales del mercado se considera sospechosa.

- Inversiones no registradas. Los esquemas Ponzi generalmente involucran inversiones que no han sido registradas en la Comisión de Valores o los reguladores estatales. El registro es importante porque proporciona a los inversores acceso a información clave sobre la gestión, los productos, los servicios y las finanzas de la empresa.

- Vendedores sin licencia. Las leyes de valores federales y estatales requieren que los profesionales de la inversión y sus empresas tengan licencia o estén registrados. La mayoría de los esquemas Ponzi involucran a personas sin licencia o empresas no registradas; las pocas excepciones generalmente son los vehículos de inversión antes mencionados que comenzaron como operaciones legítimas pero no obtuvieron los rendimientos esperados.

- Estrategias secretas o complejas. Inversiones que no se entienden o no dan información completa.

- Problemas con el papeleo. Se dan excusas con respecto a por qué los clientes no pueden revisar la información por escrito sobre una inversión. Además, los errores e inconsistencias en el estado de cuenta son con frecuencia señales de que los fondos no se están invirtiendo según lo prometido.

- Dificultad para recibir pagos. Los clientes no pueden recibir un pago o tienen dificultades para cobrar sus inversiones. Los promotores del esquema Ponzi animan habitualmente a los participantes a «reinvertir» las inversiones y, a veces, prometen rendimientos aún mayores sobre la cantidad reinvertida.

- La empresa no se encuentra registrada y controlada ante un ente regulador, como son la Securities and Exchange Commission de Estados Unidos, Comisión Nacional Bancaria y de Valores de México, CNMV de España, la Comisión Nacional de Valores de Argentina o la Superintendencia Financiera en Colombia.

- Falta de una auditoría de confianza. Las operaciones o bien no son auditadas o lo son por una oficina que no está correctamente certificada o calificada para realizar este tipo de tareas.

## Qué es y qué no es un esquema Ponzi
Un esquema piramidal es una forma de fraude similar en cierta forma a una trama Ponzi, basada como esta en la desconfianza en la realidad financiera, e incluyendo una tasa de retorno extremadamente alta. Sin embargo, varias características distinguen las tramas piramidales de las tramas Ponzi:
- En un esquema Ponzi, el maquinador actúa como un punto central para las víctimas, interactuando con todas ellas directamente. En una trama piramidal, quienes reclutan participantes adicionales se benefician directamente (de hecho, no reclutar implica el no retorno de la inversión).
- Un esquema Ponzi declara basarse en algún método confidencial de inversión, conexiones con grupos que poseen información privilegiada, etc., y usualmente atrae a inversionistas adinerados; la trama piramidal declara explícitamente que el nuevo dinero será la fuente de pago para las inversiones iniciales.
- El esquema de pirámide está destinado a colapsar rápidamente, simplemente por causa de la demanda de incrementos exponenciales en el número de participantes para sostenerlo. En contraste, las tramas Ponzi pueden sobrevivir logrando que la mayoría de los participantes “reinviertan” su dinero, con un número relativamente bajo de nuevos participantes.

Una burbuja se basa en la credulidad y el deseo de grandes beneficios, pero no es lo mismo que una trama Ponzi. Una burbuja involucra precios siempre crecientes (e insostenibles) en un mercado abierto (pueden ser acciones, precios de vivienda, el precio de los bulbos de tulipán o cualquier otra cosa). En la medida en que los compradores estén dispuestos a pagar los precios siempre en alza, los vendedores pueden salir beneficiados. Y no se necesita un maquinador tras una burbuja. (De hecho, una burbuja puede surgir sin fraude alguno; por ejemplo, los precios de vivienda en el mercado local pueden subir repentinamente pero caer del mismo modo por la excesiva construcción). Usualmente se dice que las burbujas se basan en la teoría del más tonto.
Robar a Pedro para pagar a Pablo. Cuando las deudas han vencido y no hay dinero con que pagarlas, ya sea por causa de la mala suerte o robo deliberado, los deudores usualmente hacen sus pagos pidiendo prestado o robando de otros fondos. Esto no se considera un esquema Ponzi por el hecho básico de que no hay indicios de que al prestamista le fueran prometidas altas tasas de retorno bajo la afirmación de inversiones financieras inusuales. Tampoco hay indicios de que quien solicita el préstamo incremente la cantidad del préstamo para cubrir pagos a los inversionistas iniciales

## Ejemplos notables del esquema
El esquema epónimo fue orquestado por Carlo Ponzi, quien en 1920 pasó del anonimato a ser un notable millonario de Boston en seis meses valiéndose de esta trama. Se suponía que los ingresos provenían del intercambio de Cupones de respuesta internacional. Él prometía el 50% de interés (retorno) en inversiones de 45 días o “duplica tu dinero” en 90 días. Alrededor de 40.000 personas invirtieron cerca de 15 millones de dólares en total; al final, sólo un tercio de ese dinero les fue devuelto. Además de la trama Ponzi ha habido otras tramas históricas similares:
- Honduras 2025: Koriun Inversiones, en Choloma y en otras ciudades de Honduras...

- Antes que Ponzi, en 1899 William “520 Por ciento” Miller abrió su empresa como la “Unión Franklin” en Brooklyn, Nueva York. Miller prometía un 10% de interés semanal y sacó provecho de las principales características de los planes Ponzi tales como la reinversión de los beneficios de los clientes. Estafó a los compradores en cerca de 1 millón de dólares y fue sentenciado a 10 años de cárcel. Luego de ser perdonado, abrió una tienda de abarrotes en Long Island. Durante la investigación Ponzi, Miller fue entrevistado por el Boston Post para comparar su esquema con el de Ponzi; el entrevistador las encontró notablemente similares, pero la de Ponzi se volvió más famosa por tomar siete veces más dinero.[14]

- En España, el primer fraude piramidal del que se tiene noticia se atribuye a Baldomera Larra Wetoret, hija del escritor español Mariano José de Larra; hacia los años 1870 inició sus operaciones prometiendo al que le dejaba una onza de oro que en un mes la devolvería duplicada. Operaba a la vista de todos pagando un 30% mensual, con el dinero que le daban los nuevos impositores. Se dijo que llegó a recaudar 22 millones de reales y el reconocido escritor Juan Eduardo Zúñiga cifra los afectados en 5.000. Su fama trascendió fronteras como lo demuestran periódicos de entonces como Le Figaro de París y L'Independance Belge de Bruselas. La quiebra sobrevino en diciembre de 1876 cuando ella desapareció con todo el dinero que pudo, aunque dos años más tarde fue detenida en Francia y condenada a seis años de prisión el 26 de mayo de 1879.[15]

- Entre 1970 y 1984 en Portugal, una mujer conocida como Dona Branca mantuvo un esquema que pagaba el 10% mensual de interés. En 1988 fue sentenciada a 10 años de prisión. Ella siempre declaró que sólo trataba de ayudar a los pobres, pero en su intento se demostró que había recibido el equivalente a 85 millones de Euros.[16][17]

- En enero de 1984 Adriaan Nieuwoudt inició un esquema con un aparente producto en Sudáfrica. A los subscriptores del plan se les enviaba un “activador”, usado para cultivar en leche una sustancia que a su vez era devuelta a la Kubus Kwekery con un 30% de beneficio sobre el dinero pagado por el activador. El Tribunal Supremo de El Cabo determinó que el esquema Kubus era una lotería ilegal.[18]

- En Perú durante la década de 1980, una financiera informal denominada "Centro Latinoamericano de Asesoría Empresarial" (CLAE) dirigida por Carlos Manrique Carreño pagaba entre 80 y 100% anuales a sus inversores, llegando a manejar hasta 360 millones de dólares provenientes de unas 160 mil personas. En 1993 CLAE es intervenida y posteriormente disuelta por no poder acreditar sus supuestas inversiones ni mostrar libros contables. Manrique huyó a los Estados Unidos siendo capturado y extraditado al Perú, donde fue encarcelado hasta 2001.[19]

- En marzo de 2012, Allen Stanford fue declarado culpable por un tribunal de Houston, Texas, de defraudar a 30.000 inversores a través de su Stanford International Bank, con sede en Antigua, por valor de siete mil millones de dólares.[20]

- La estafa de los quesitos, conocida también como caso quesitos, estafa de los quesitos mágicos (en Chile), estafa de los honguitos y caso Labomax (en el Perú), son los nombres con que la prensa denominó a una estafa masiva realizada en Perú y Chile, comandada por una mujer de nacionalidad francesa de nombre Gilberte Van Erpe y conocida como Madame Gil. Este fraude se basaba en la compra de insumos para la producción casera de unos fermentos lácteos, conocidos como «quesitos» u «honguitos», que eran comercializados por ventas en pirámide.

- En Argentina se dieron diferentes versiones de esta estafa, popularmente conocidas como "el avión" (donde se entra como pasajero y se llega, en teoría, a ser el piloto), o "el telar (o flor, o mandala) de la abundancia", En este último caso se usó como excusa el movimiento feminista y un discurso de "empoderamiento femenino" con el cual se logró captar a cientos de mujeres, a tal punto que la Procuraduría de Criminalidad Económica y Lavado de Activos (PROCELAC) difundió reiteradamente (en 2016 y 2019) precauciones mencionando específicamente el caso del Telar32, e incluso se llegó a detener a una mujer en Chamical, La Rioja, con más de 300 denuncias en la Justicia penal riojana por una estafa de más de siete millones de pesos.33 Actrices como Jazmín Stuart o la música e intérprete Fabiana Cantilo (entre otras) fueron engañadas y su fama utilizada para promocionar el esquema, ocasionando una gran polémica pública por su ingenua participación, que en un principio se creyó complicidad.34
- Parte del mercado de arte contemporáneo constituye un esquema Ponzi en el que pocos agentes (coleccionistas, galerías, y/o marchantes de arte) recolectan los beneficios económicos producidos por la venta especulativas en el mercado secundario, (casas de subastas, por ejemplo) mientras que los consiguientes compradores que han ayudado a inflar el precio de la obra de arte, registran perdidas cuando intentan llevarlas al mercado nuevamente. En una serie de artículos publicados en el blog de arte y crítica esfera pública, el analista de mercado de arte ha demostrado cómo se ha construido históricamente el esquema ponzi,[21] y advierte al mismo tiempo, que la velocidad de ejecución del esquema se ha incrementado, debido a la que galerías de arte obligan a sus compradores a adquirir dos piezas simultáneamente: una para el uso privado y otra para ser donada a museos o instituciones. Aumentando artificialmente el valor de la obra de arte en corto plazo de tiempo.[22]
- El 5 de julio de 2024, Quantum Leap Company LLC o conocido como 'Billions Trade Club' estafó aproximadamente a 32,462 personas en México, Italia, Colombia y otros países a través de un esquema Ponzi y de pirámide.[23] En agosto de 2024 la base de datos de Billions Trade Club fue filtrada y posteriormente publicada, permitiendo ver como funciona un ponzi en detalle.[24]